# Broń miotająca
Broń miotająca – broń wyrzucająca pocisk za pomocą energii mechanicznej lub chemicznej.

## Podział
W zależności od rodzaju energii, jaka wykorzystywana jest przez broń miotającą, dzieli ją na:
- neurobalistyczną – wykorzystanie sprężystości materiału użytego do budowy urządzeń miotających;
- barobalistyczną – wykorzystanie dźwigni i siły odśrodkowej;
- pneumatyczną – wykorzystanie energii sprężonego gazu (najczęściej powietrza atmosferycznego bądź dwutlenku węgla)
- pirobalistyczną – wykorzystanie energii gazów powstałych podczas spalania ładunku miotającego (najczęściej prochu), obecnie najpopularniejsza.

## Przykłady
- łuk
- kusza
- proca
- katapulta
- trebusz
- wiatrówka
- pistolet
- karabin
- działo